# 慶福宮
慶福宮（漢語拼音：Qìngfú Gōng，白話字：Khèng-hok-kiong）位於緬甸仰光市拉達鎮區，是仰光市內最大、最古老的媽祖廟。該廟於1861年起建、1863年完工。1903年由原本木造的廟堂擴建為磚造廟堂。慶福宮主要信眾為福建裔華人，除此之外亦有部分客家裔、廣東裔信徒。

## 圖廊
- 慶福宮1945年
- 慶福宮2013年中國新年
- 夜間慶福宮
- 慶福宮媽祖像